# كرايغ يونغ (لاعب دوري الرغبي)
كرايغ يونغ (بالإنجليزية: Craig Young)‏ هو لاعب دوري الرغبي أسترالي، ولد في 25 يونيو 1956 في ولونغونغ في أستراليا.